# Abrothrix manni
Abrothrix manni D'Elia, Teta, Upham, Pardinas & Patterson, 2015 è un roditore della famiglia dei Cricetidi diffuso nell'America meridionale.

## Descrizione

### Dimensioni
Roditore di piccole dimensioni, con la lunghezza della testa e del corpo di 107 mm, la lunghezza della coda di 83 mm, la lunghezza del piede di 25 mm, la lunghezza delle orecchie di 14 mm e un peso fino a 28 g.

### Aspetto
La pelliccia è lunga, soffice, densa e lanosa. Le parti dorsali sono grigio scure con le punte dei peli giallo-brunastre, più bruno-rossastre lungo la spina dorsale, i fianchi sono più grigiastri mentre le parti ventrali variano dal bruno-grigiastro scuro al grigiastro. Il muso ed il naso sono ricoperti di corti peli giallo-brunastri chiari. Le vibrisse sono lunghe, scure e molto abbondanti. Le orecchie sono corte, arrotondate e marroni scure. Il dorso delle zampe è ricoperto di peli giallo-brunastri. Alla base di ogni artiglio è presente un ciuffo di peli marroni chiari. La coda è più corta della testa e del corpo ed è uniformemente nerastra.

## Biologia

### Comportamento
È una specie terricola ed è attivo sia di giorno che di notte

### Alimentazione
Si nutre di funghi, artropodi e larve, foglie, semi e frutta.

### Riproduzione
Si riproduce in primavera ed estate.

## Distribuzione e habitat
Questa specie è diffusa nella regione dei laghi, nel Cile centrale, nella parte settentrionale dell'isola di Chiloé e in una località della provincia centro-occidentale argentina di Neuquén.
Vive nelle foreste pluviali fino a 820 metri di altitudine dove è presente densa copertura forestale, alberi alti, terreno coperto da briofite e bambù e leggermente scosceso.

## Conservazione
La Lista rossa IUCN classifica Abrothrix manni come specie a rischio minimo (Least Concern).